# Matthias Hamann (Kunsthistoriker)

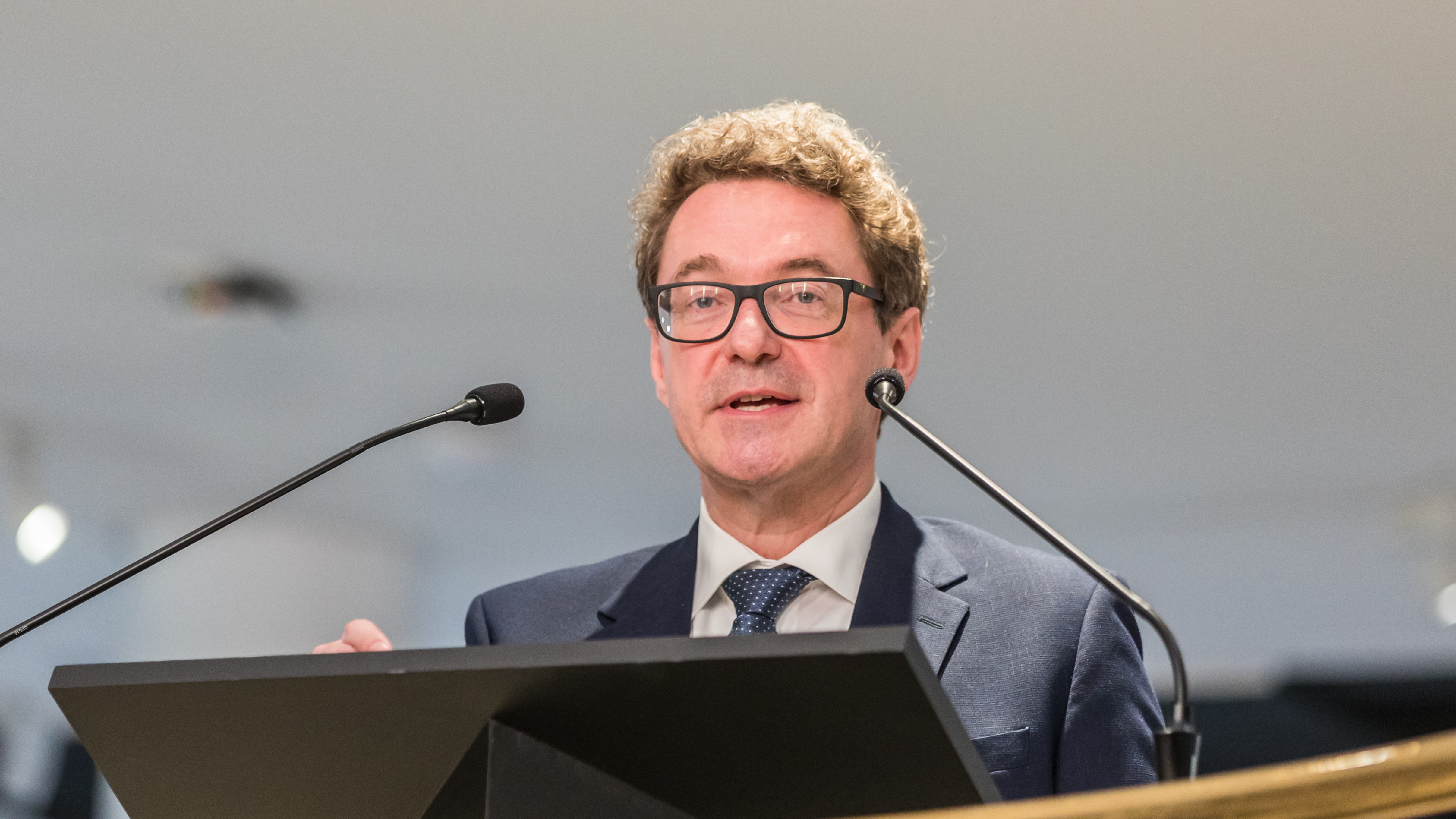
Matthias Hamann, 2024

Matthias Hamann (* 9. Dezember 1967 in Ochsenfurt) ist deutscher Kunsthistoriker und Kulturmanager. Seit 2023 ist er Direktor des Kölnischen Stadtmuseums.

## Leben
Matthias Hamann studierte von 1989 bis 1994 Kunstgeschichte, Klassische Archäologie und Germanistik an der Julius-Maximilians-Universität Würzburg und Bologna. Nach Forschungsaufenthalten in Paris und im Burgund sowie Tätigkeiten in Museen und privaten Unternehmen wurde er 1998 mit einer Arbeit unter dem Titel Die burgundische Prioratskirche von Anzy-le-Duc und die romanische Plastik im Brionnais an der Universität Würzburg promoviert.
Nach seiner Promotion arbeitete Hamann als freier Kulturmanager und im Kunsthandel, bevor er 1999 ans Germanischen Nationalmuseum in Nürnberg wechselte und dort 2001/2002 an der Ausstellung Künstlerkolonien in Europa und der zugehörigen Ausstellungspublikation beteiligt war.
In den Jahren 2003 bis 2006 war Hamann Leiter der Abteilung Marketing und Kommunikation und persönlicher Referent des Generaldirektors am Germanischen Nationalmuseum. Zusammen mit Thomas Brehm kuratierte er 2006 die Ausstellung „Was ist deutsch?“ als kulturellen Beitrag zur FIFA-Weltmeisterschaft in Deutschland.
Seit April 2007 ist Hamann Direktor des Museumsdienstes Köln, der zentralen Institution für Museumspädagogik, Bildungs- und Vermittlungsarbeit in den neun städtischen Museen. Daneben ist er seit 2008 Lehrbeauftragter an der Universität zu Köln, an der Ruhr-Universität Bochum und am CIAM (Center for International Arts Management) in Köln. Er ist zweiter Vorsitzender des Bundesverbandes Museumspädagogik sowie (2016) Mitglied im Fachausschuss für Soziokultur und kulturelle Bildung innerhalb des Deutschen Kulturrats.
Zum 16. Oktober 2023 hat er in der Nachfolge von Mario Kramp die Direktion des
Kölnischen Stadtmuseums übernommen.

## Publikationen (Auswahl)
- Lo sviluppo urbanistico della città di Würzburg sotto il regno dei vescovi principi di Schönborn. In: Palladio, n. s. VIII/15, 1995, S. 63–76.
- Le décor sculpté de la basilique romane de Paray-le-Monial et ses relations avec la sculpture des églises romanes du Brionnais. In: Le renouveau des études romanes en Brionnais-Charolais. Actes du Deuxième Colloque Scientifique International de Paray-le-Monial, hg. v. Nicolas Reveyron et altr. Ed. Zodiaque, La-Pierre-qui-Vire 1999, S. 82–95.
- Die burgundische Prioratskirche von Anzy-le-Duc und die romanische Plastik im Brionnais. Dissertation, 2 Bände. Deutscher Wissenschaftsverlag, Würzburg 2000, ISBN 3-9806424-5-3.
- Ludwig Dill. Lebenserinnerungen. Museumsverein Dachau, Dachau 2010, ISBN 978-3-926355-19-5.
- Köln – Kleine Stadtgeschichte für Kinder. Bachem, Köln 2015, ISBN 978-3-7616-2858-4.
- mit Thomas Brehm und Katja Happe: Zur Notwendigkeit einer Frage. In: G. Ulrich Großmann (Hrsg.): Was ist deutsch? Fragen zum Selbstverständnis einer grübelnden Nation. Germanisches Nationalmuseum, Nürnberg 2006, ISBN 3-936688-14-1, S. 12–21.
- Italiensehnsucht heute. In: G. Ulrich Großmann (Hrsg.): Was ist deutsch? Fragen zum Selbstverständnis einer grübelnden Nation. Germanisches Nationalmuseum, Nürnberg 2006, ISBN 3-936688-14-1, S. 142–158.
- Im Bannkreis des Waldes. Künstlerkolonien im Wald von Fontainebleau. Ausstellungskatalog. In: Germanisches Nationalmuseum (Hrsg.): Künstlerkolonien in Europa. Im Zeichen der Ebene und des Himmels. 2001, ISBN 3-926982-81-0, S. 25–41.
- Forschungen zur burgundischen Romanik 1985 - 2000. In: Kunstchronik. 2001, S. 507–530.
- Alle Zeiten. Alle Sinne. In: G. Ulrich Großmann (Hrsg.): Piano-Perspektiven. Die Klaviersonaten W. A. Mozarts auf historischen Hammerflügeln. Verlag des Germanischen Nationalmuseums, Nürnberg 2006, S. 133–143.
- Orte und Organisationsformen von Museen. In: Hildegard Bockhorst, Vanessa-Isabella Reinwand, Wolfgang Zacharias (Hrsg.): Handbuch Kulturelle Bildung. koped, München 2012, S. 410 ff.
- Lebenslanges Lernen in Museen. In: Beatrix Commandeur, Hannelore Kunz-Ott, Karin Schad (Hrsg.): Handbuch Museumspädagogik – Kulturelle Bildung in Museen. München 2006, ISBN 3-86736-451-6, S. 234–239.
- Künstlerkolonien in Frankreich – Das Modell von Barbizon und seine Töchter. In: Thomas Andratschke (Hrsg.): Mythos Heimat. Worpswede und die europäischen Künstlerkolonien. Landesmuseum Hannover, Dresden 2016, ISBN 978-3-95498-227-1, S. 83–106.
- (Hrsg.) mit Michael Wienand: Kölngold. Stadtschätze. Mit Beiträgen von Matthias Hamann, Michael Wienand, Konrad Adenauer, Christina Bacher, Günter Blamberger, Joachim A. Groth, Renate Gruber, Stephan Grünewald, Susanne Hilger, Annette Imhoff, Kaspar Kraemer, Christoph Kuckelkorn, Louwrens Langevoort, Dominik Maria Meiering, Peter Pauls, Henriette Reker, Hans-Ewald Schneider, Barbara Schock-Werner, Ulrich Soénius, Frank Überall, Jürgen Wilhelm, Turadj Zarinfar. Wienand, Köln 2021, ISBN 978-3-86832-649-9.